# Čestmír Císař
Čestmír Císař (Hostomice, Checoslovaquia, 2 de enero de 1920 - Praga, República Checa, 24 de marzo de 2013) fue un político y diplomático checoslovaco y checo que fue el primer presidente del Consejo Nacional Checo.

## Biografía
Císař nació en Hostomice en 1920 y asistió a la escuela desde 1931 hasta 1936 en Dux. Posteriormente estudió desde 1936 hasta 1939 en Dijon, después de la guerra trabajó como empleado en el seguro en Praga y tras ello estudió en la Facultad de Filosofía de la Universidad Carolina de Praga, se graduó en 1948.
En 1945 se unió al Partido Comunista de Checoslovaquia (KSČ), donde ocupó el cargo hasta 1952, un empleado del Comité Central y vio que su tarea principal es fortalecer la posición del partido. De 1952 a 1957 participó como secretario del partido en el oeste de Bohemia en la represión de las protestas contra la reforma monetaria de 1953.
En 1957, fue nombrado por primera vez como representante del jefe de redacción del periódico del partido Rudé právo en Praga. En 1961 se hizo cargo hasta 1963, la dirección editorial de la revista mensual Nova. Hay un seguimiento de seis meses, el cargo de Secretario del Comité Central, antes de ser nombrado en 1963 como Ministro de Educación. Puesto que él representaba ideas liberales, fue trasladado en 1965 como embajador en Bucarest, Rumanía.
Durante la Primavera de Praga Císař fue enviado de nuevo a la República Checa, en abril de 1968, fue nombrado secretario del Comité Central del Partido Comunista de la Educación, la Ciencia y la Cultura, y en abril como presidente del Consejo Nacional Checo. Tras la dimisión del presidente Antonín Novotný, solicitó, sin éxito, ocupar el cargo de presidente. Después de la invasión del país en agosto de 1968, dimitió de su cargo.
En 1969 fue depuesto y expulsado del partido un año después. Los siguientes doce años de su vida laboral, trabajó en el Instituto Estatal de la atención cultura.
A finales de 1980 se convirtió en activo de nuevo y fundó un club social Obroda. Participó en la Revolución de Terciopelo de 1989 junto con Vojtech Mencl una posición en el nuevo gobierno no pudo, sin embargo, en la apelación de Foro Cívico
Tras la dimisión de Gustáv Husák, solicitó de nuevo al cargo de presidente, pero luego desistió a favor de Václav Havel. Recompensa de su abdicación en 1991 por la oficina del embajador en Europa del euro y Asesor Especial del Secretario de Estado Jiří Dienstbier. Debido a la presión popular tuvo que dejar el cargo de nuevo.